# Rvaši
Rvaši (cyr. Рваши) – wieś w Czarnogórze, w gminie Cetynia. W 2011 roku liczyła 55 mieszkańców.